# Hilarión de la Quintana
Hilarión de la Quintana (n. Maldonado, 1774 – Buenos Aires, 1843) fou un militar riuplatenc amb un paper destacat durant les guerres de la independència de l'Argentina, de l'Uruguai i de Xile.

## Biografia
Era fill de José Ignacio de la Quintana, un militar de llarga trajectòria, qui havia participat en la Guerra Guaranítica de l'any 1754.
Va formar part de l'exèrcit de la Banda Oriental (actual Uruguai) durant l'enfrontament amb les tropes angleses el 1806 com a resultat de les invasions britàniques. Aquell mateix any va participar en el setge de Montevideo. Destaca, a més, la seva participació durant la Revolució de Maig, així com a la batalla del Cerrito.
El 1817 va ser director suprem interí de Xile. Durant el seu breu mandat, va proclamar la independència de Xile, va fer oficial la seva bandera i va adoptar la primera moneda nacional. Un cop va tornar a Buenos Aires, el 1819, va ser acusat pel govern argentí de complot contra l'estat, per la qual cosa es va veure apartat de l'exèrcit.
Va morir en la pobresa en un hospital públic de Buenos Aires, el 1843. La localitat bonaerenca de Florida té un carrer que porta el seu nom. De la Quintana també té un carrer en memòria seva al barri Malvín de Montevideo, Uruguai.